# Goodbye Milky Way
Goodbye Milky Way е песен, замислена първоначално като сингъл от шестия студиен албум на немската ню ейдж/електронна група Енигма.
На 18 юли 2006 е обявено излизането на песента като сингъл, но ден след излизането на „A Posteriori“ песента е издадена в дигитален формат, след като Virgin Records се отказват от всякаква по-нататъшна промоция на песента. Няма официална информация, която да обясни станалото.